# Olijfschijfzwam
De olijfschijfzwam (Catinella olivacea) is een schimmel behorend tot de klasse Dothideomycetes. Hij leeft saprotroof op vooral natte, rottende stammen en stronken van loofbomen, veelal wilg (Salix) en populier (Populus). Ook noemen sommige bronnen Fagus en Iep (Ulmus) als substraat. Hij komt vooral voor in struwelen en hakhoutbossen. Kenmerkend zijn de vrij platte apothecia met een donker olijfkleurig hymenium en een okergele rand. Hij groeit van de vroege zomer tot de late herfst, meestal na regenperiodes.

## Kenmerken

### Uiterlijke kenmerken
Het vruchtlichaam heeft een diameter van 2 tot 8 (15) mm; is breed, plat komvormig en wordt met de jaren plat. Het is breed aangehecht aan het substraat en kan er zelfs in wegzinken. Het hymenium is glad, donker olijfbruin van kleur. De rand is geelachtig olijfgroen, duidelijk gegroefd. Het buitenste gedeelte is donkerbruin of zwart.
Het vruchtvlees is dun, wasachtig, geelachtig groen. De geur en smaak zijn niet kenmerkend.

### Microscopische kenmerken
De sporenprint is witachtig. De ascus is cilindrisch en achtsporig. De ascosporen zijn elliptisch en meten 8,8-11,5 × 4-5 µm.

## Verspreiding
Inheems in Europa en Noord-Amerika. In Nederland komt hij matig algemeen voor. Hij staat niet op de rode lijst en is niet bedreigd.

## Foto's

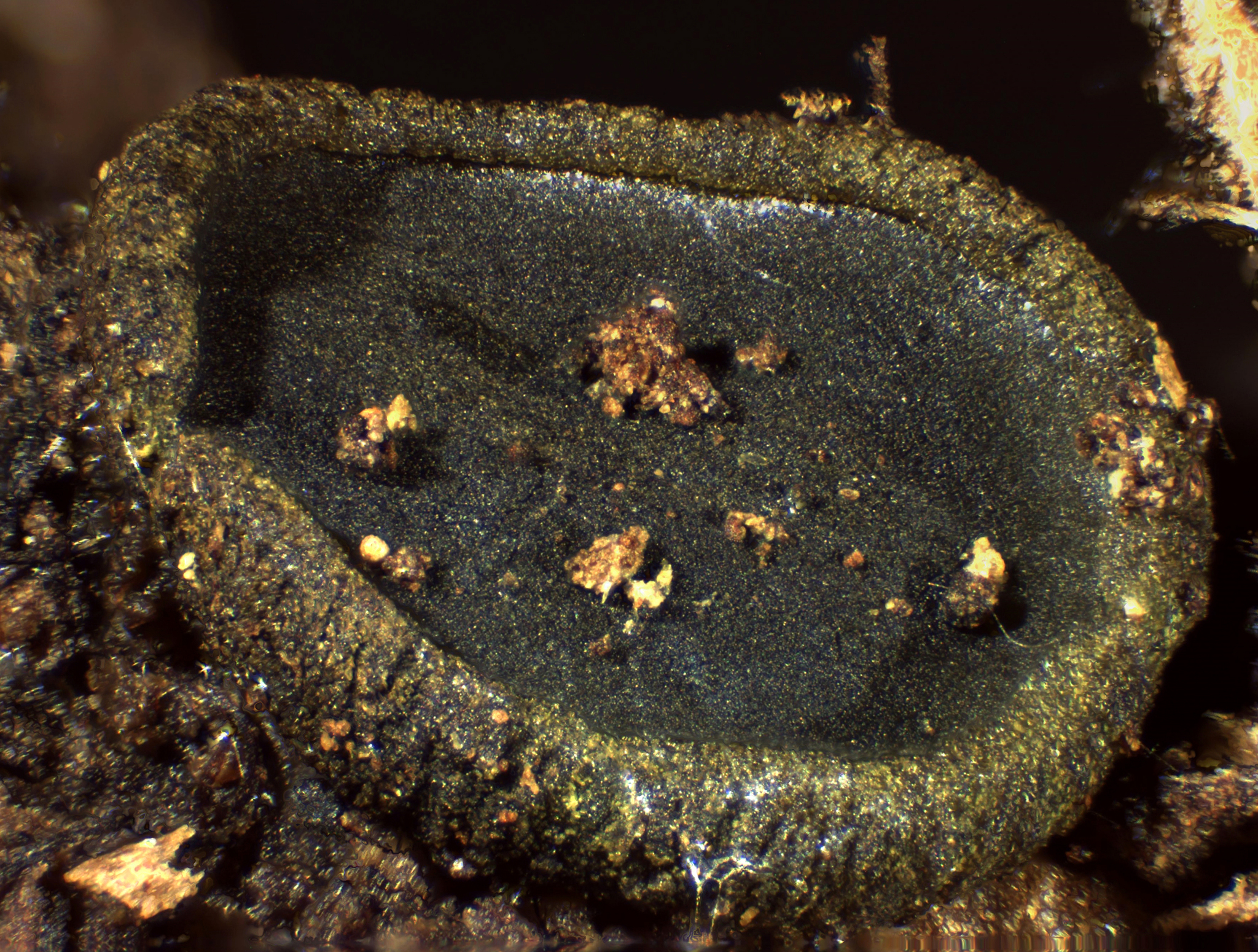
Ouder exemplaar
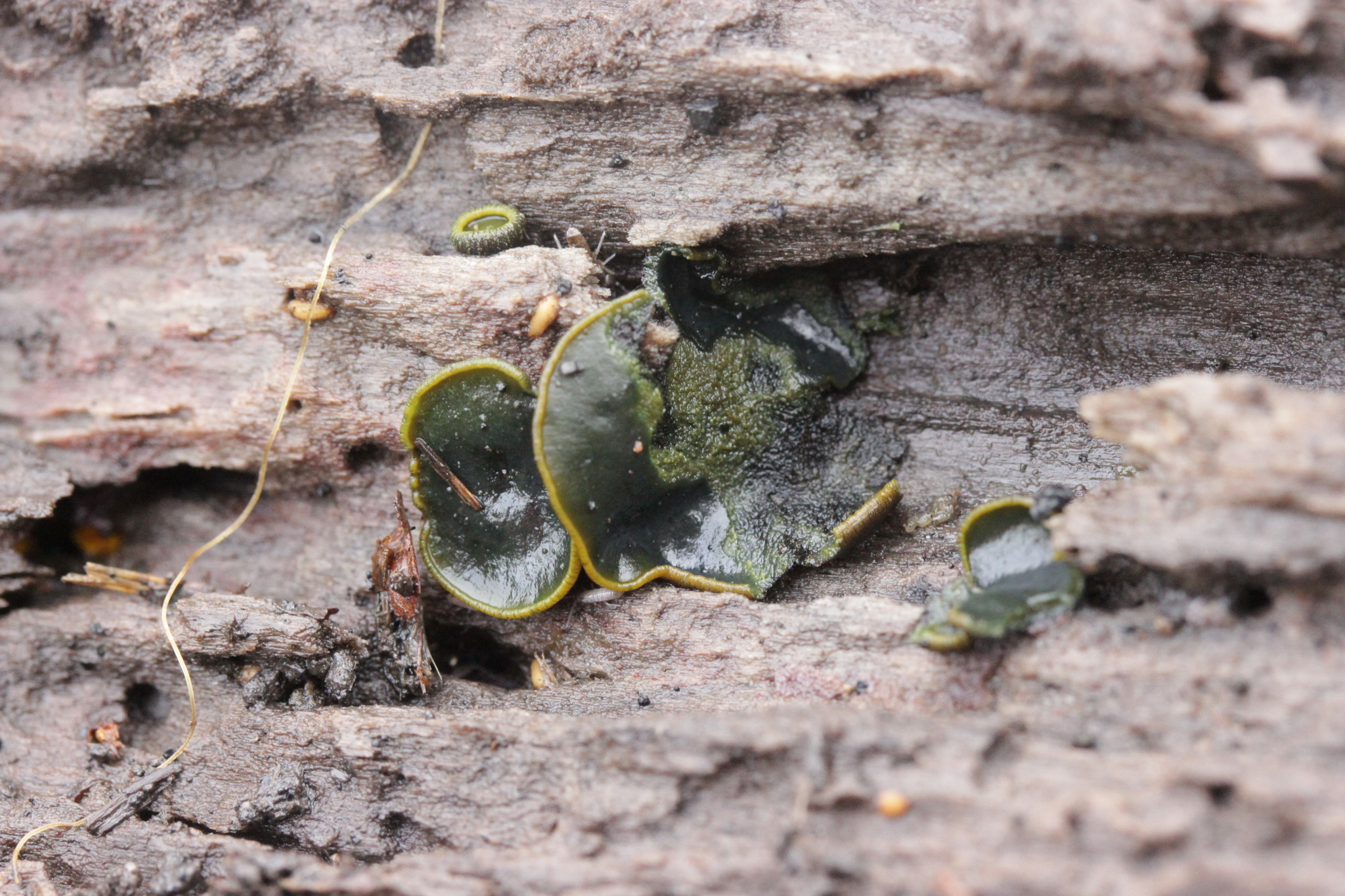
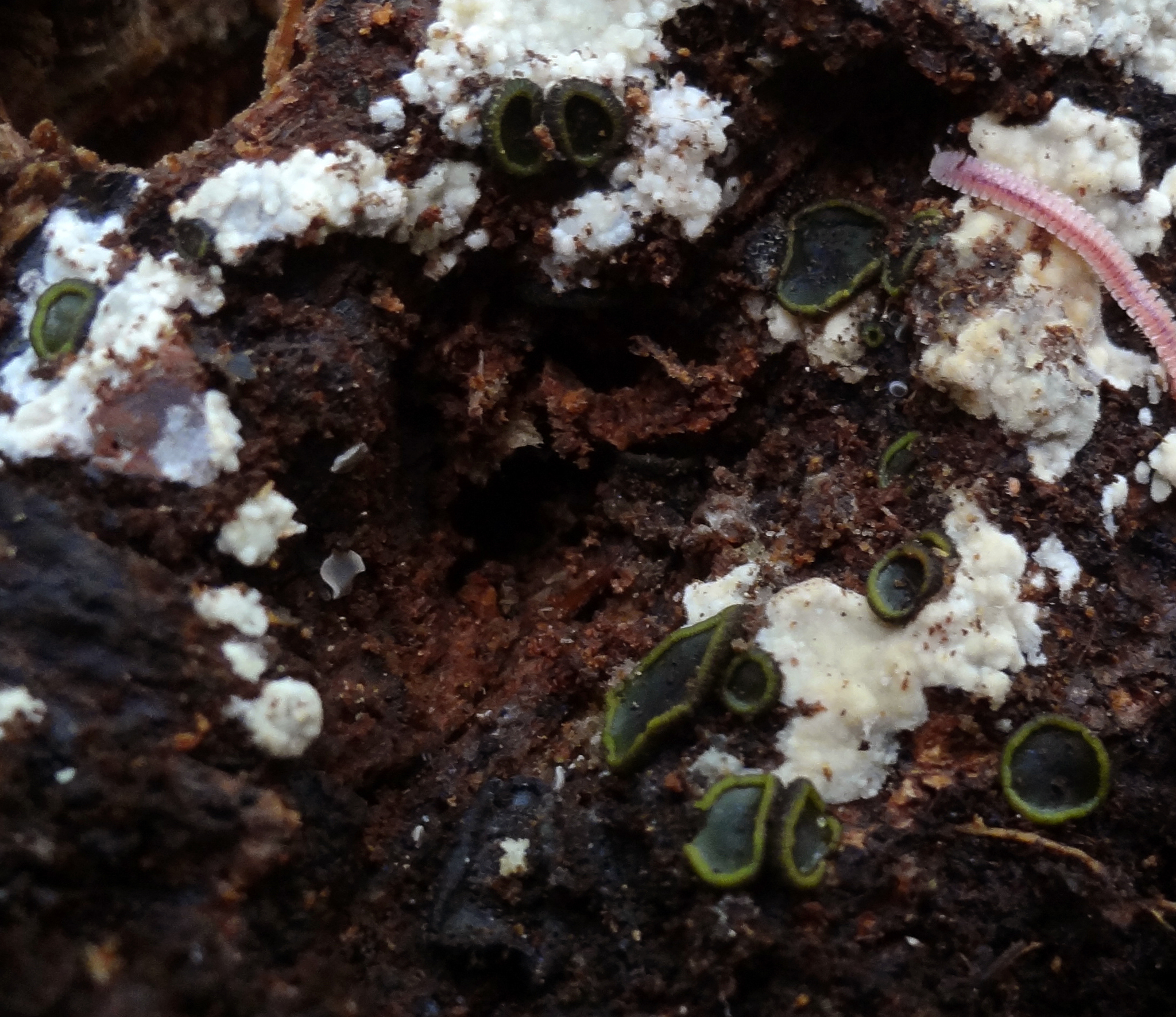
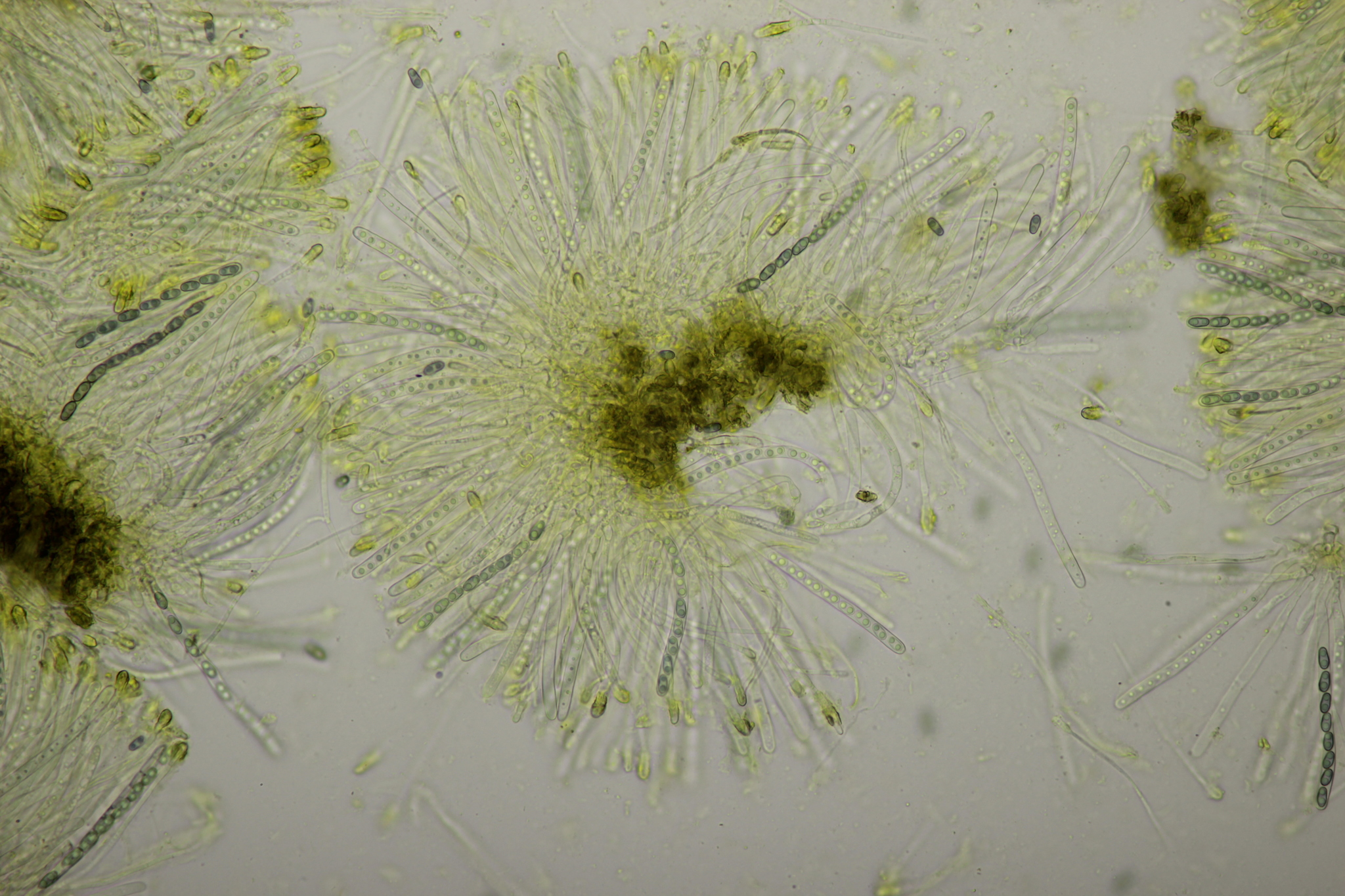
Asci met ascosporen
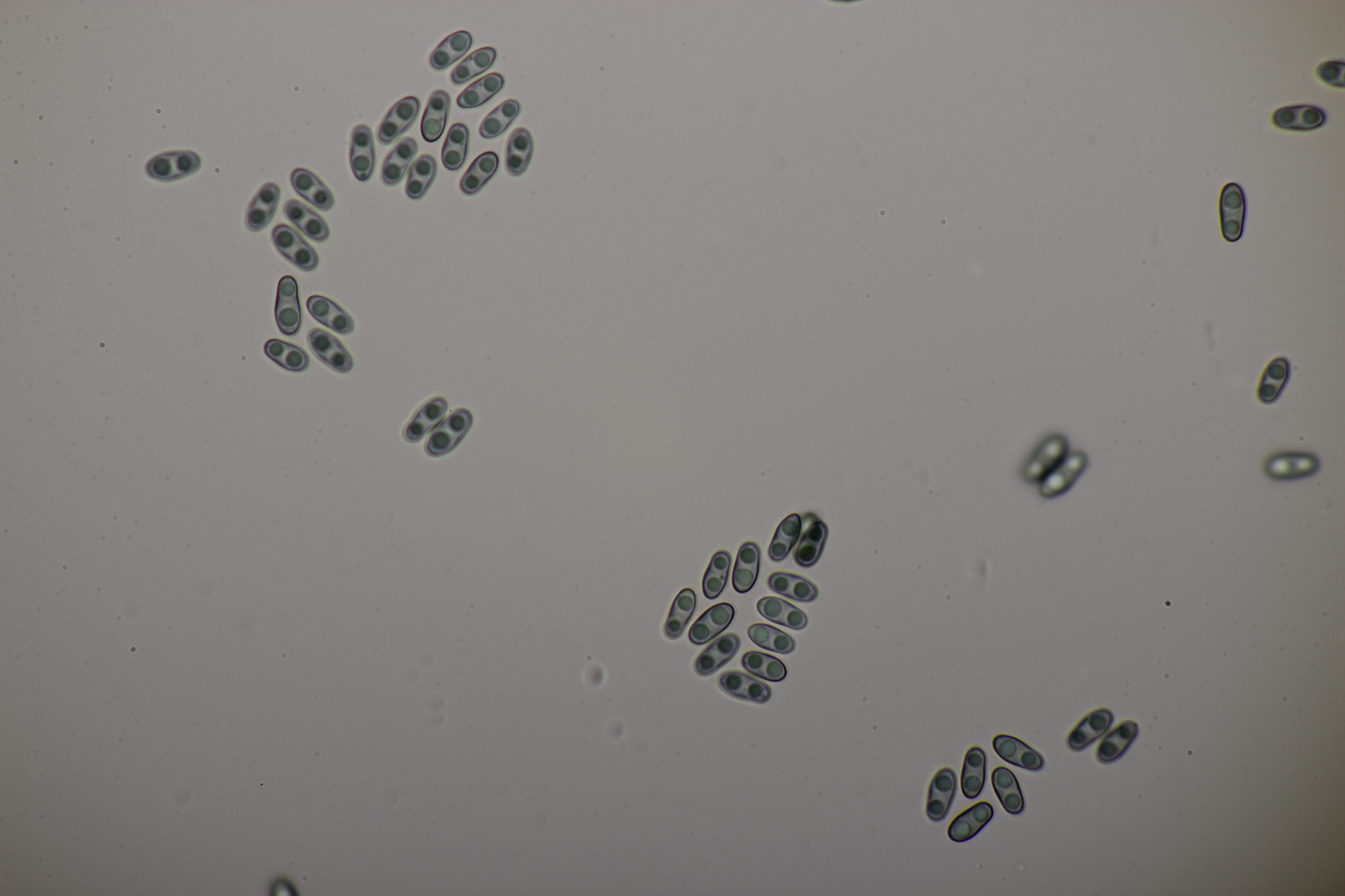
Ascosporen